# 天主教馬哈贊加教區
天主教馬哈贊加教區（拉丁語：Dioecesis Mahagiangana）是馬達加斯加一個羅馬天主教教區，屬安齊拉納納總教區。
1923年3月15日設馬任加宗座代牧區，1955年9月14日升為教區。1989年10月28日易名至今。
2004年有教友142,447人（佔轄區總人口14.3%）、十三個堂區、卅五名司鐸。現任教區主教為羅傑·維克托·拉科通德拉耀。